# Herbert (Comiczeichner)
Herbert Geldhof alias Herbert (* 13. Januar 1929 in Wasmes; † 2007 in Brüssel) war ein belgischer Comiczeichner.

## Leben
Nach dem Studium in Tournai verbrachte Herbert mehrere Jahre als Industriezeichner in Afrika. Durch die Anstellung in der Word’s Press von Georges Troisfontaines konnte er in Spirou veröffentlichen. Er arbeitete mit Octave Joly, Jean-Michel Charlier und Charles Jadoul zusammen. Herbert widmete sich später der Malerei und der Bildhauerkunst.

## Werke
- 1959: Onkel Paul
- 1960: Simba Lee
- 1962: Diégo
- 1964: Docteur Gladstone